# 波特半島
62°15′S 58°40′W / 62.250°S 58.667°W
波特半島（Potter Peninsula），是南極洲的半島，位於南設得蘭群島的喬治王島西南部，處於波特灣和斯特蘭傑角之間，被國際鳥盟列為重點鳥區，是超過14,000雙阿德利企鵝、2,000雙巴布亞企鵝和265雙南極企鵝的棲息地，現時由南極條約體系管理。